# Stazione di Reith
La stazione di Reith è la stazione ferroviaria del comune di Reith bei Seefeld, in Tirolo. Si trova lungo la ferrovia di Mittenwald che collega la città di Innsbruck in Austria con quella di Garmisch-Partenkirchen in Germania.

## Movimento
La stazione è servita dai treni della linea S6 della rete S-Bahn del Tirolo, operato da ÖBB, che collega Innsbruck Centrale a Garmisch-Partenkirchen. Il cadenzamento prevede un treno ogni due ore prosegua fino a Monaco Centrale (dopo la stazione di Mittenwald, i servizi assumono la denominazione RB6).